# Arquidiocese de Bertoua
A Arquidiocese de Bertoua (Archidiœcesis Bertuana) é uma circunscrição eclesiástica da Igreja Católica situada em Bertoua, Camarões. Seu atual arcebispo é Joseph Atanga, S.J.. Sua Sé é a Catedral da Sagrada Família de Bertoua.
Possui 48 paróquias servidas por 90 padres, abrangendo uma população de 380 500 habitantes, com 60,2% da dessa população jurisdicionada batizada (229 000 católicos).

## História
A diocese de Bertoua foi erigida em 17 de março de 1983 pela bula Gravissimum officium do Papa João Paulo II, recebendo o território da diocese de Doumé (atual Diocese de Doumé-Abong 'Mbang), como sufragânea da arquidiocese de Yaoundé.
Em 20 de maio de 1991 e em 3 de fevereiro de 1994 cedeu partes do seu território em vantagem da ereção, respectivamente, das dioceses de Yokadouma e de Batouri.
Em 11 de novembro de 1994 foi elevada à categoria de arquidiocese metropolitana pela bula Pastorali quidem também do Papa João Paulo II.

## Prelados
| #          | Nome                                     | Período    | Notas      |
| Arcebispos | Arcebispos                               | Arcebispos | Arcebispos |
| ---------- | ---------------------------------------- | ---------- | ---------- |
| 3º         | Joseph Atanga, S.J.                      | 2009-atual |            |
| 2º         | Roger Pirenne, C.I.C.M.                  | 1999-2009  |            |
| 1º         | Lambertus Johannes van Heygen, C.S.Sp. † | 1994-1999  |            |
| Bispo      |                                          |            |            |
| 1º         | Lambertus Johannes van Heygen, C.S.Sp. † | 1983-1994  |            |